# Lista de campeões da Major League Baseball em bases roubadas
A Major League Baseball reconhece os campeões em  bases roubadas na American League e National League.

## Liga Americana

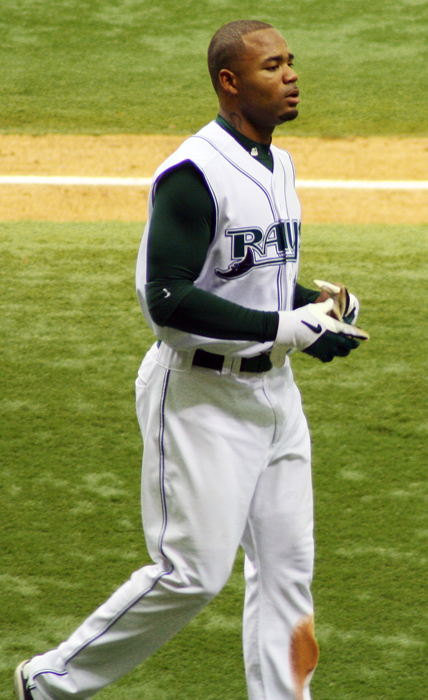
Carl Crawford, quatro vezes campeão em bases roubadas da Liga Americana

| Ano  | Jogador                     | Time(s)                                  | Bases roubadas |
| ---- | --------------------------- | ---------------------------------------- | -------------- |
| 1901 | Frank Isbell                | Chicago White Sox                        | 52             |
| 1902 | Topsy Hartsel               | Philadelphia Athletics                   | 47             |
| 1903 | Harry Bay                   | Cleveland Naps                           | 45             |
| 1904 | Harry Bay Elmer Flick       | Cleveland Naps                           | 38             |
| 1905 | Danny Hoffman               | Philadelphia Athletics                   | 46             |
| 1906 | John Anderson Elmer Flick   | Washington Senators Cleveland Naps       | 39             |
| 1907 | Ty Cobb                     | Detroit Tigers                           | 49             |
| 1908 | Patsy Dougherty             | Chicago White Sox                        | 47             |
| 1909 | Ty Cobb                     | Detroit Tigers                           | 76             |
| 1910 | Eddie Collins               | Philadelphia Athletics                   | 81             |
| 1911 | Ty Cobb                     | Detroit Tigers                           | 83             |
| 1912 | Clyde Milan                 | Washington Senators                      | 88             |
| 1913 | Clyde Milan                 | Washington Senators                      | 75             |
| 1914 | Fritz Maisel                | New York Yankees                         | 74             |
| 1915 | Ty Cobb                     | Detroit Tigers                           | 96             |
| 1916 | Ty Cobb                     | Detroit Tigers                           | 68             |
| 1917 | Ty Cobb                     | Detroit Tigers                           | 55             |
| 1918 | George Sisler               | St. Louis Browns                         | 45             |
| 1919 | Eddie Collins               | Chicago White Sox                        | 33             |
| 1920 | Sam Rice                    | Washington Senators                      | 63             |
| 1921 | George Sisler               | St. Louis Browns                         | 35             |
| 1922 | George Sisler               | St. Louis Browns                         | 51             |
| 1923 | Eddie Collins               | Chicago White Sox                        | 48             |
| 1924 | Eddie Collins               | Chicago White Sox                        | 42             |
| 1925 | Johnny Mostil               | Chicago White Sox                        | 43             |
| 1926 | Johnny Mostil               | Chicago White Sox                        | 35             |
| 1927 | George Sisler               | St. Louis Browns                         | 27             |
| 1928 | Buddy Myer                  | Boston Red Sox                           | 30             |
| 1929 | Charlie Gehringer           | Detroit Tigers                           | 27             |
| 1930 | Marty McManus               | Detroit Tigers                           | 23             |
| 1931 | Ben Chapman                 | New York Yankees                         | 61             |
| 1932 | Ben Chapman                 | New York Yankees                         | 38             |
| 1933 | Ben Chapman                 | New York Yankees                         | 27             |
| 1934 | Billy Werber                | Boston Red Sox                           | 40             |
| 1935 | Billy Werber                | Boston Red Sox                           | 29             |
| 1936 | Lyn Lary                    | St. Louis Browns                         | 37             |
| 1937 | Ben Chapman Billy Werber    | Washington/Boston Philadelphia Athletics | 35             |
| 1938 | Frankie Crosetti            | New York Yankees                         | 27             |
| 1939 | George Case                 | Washington Senators                      | 51             |
| 1940 | George Case                 | Washington Senators                      | 35             |
| 1941 | George Case                 | Washington Senators                      | 33             |
| 1942 | George Case                 | Washington Senators                      | 44             |
| 1943 | George Case                 | Washington Senators                      | 61             |
| 1944 | Snuffy Stirnweiss           | New York Yankees                         | 55             |
| 1945 | Snuffy Stirnweiss           | New York Yankees                         | 33             |
| 1946 | George Case                 | Cleveland Indians                        | 28             |
| 1947 | Bob Dillinger               | St. Louis Browns                         | 34             |
| 1948 | Bob Dillinger               | St. Louis Browns                         | 28             |
| 1949 | Bob Dillinger               | St. Louis Browns                         | 20             |
| 1950 | Dom DiMaggio                | Boston Red Sox                           | 15             |
| 1951 | Minnie Miñoso               | Cleveland Indians Chicago White Sox      | 31             |
| 1952 | Minnie Miñoso               | Chicago White Sox                        | 22             |
| 1953 | Minnie Miñoso               | Chicago White Sox                        | 25             |
| 1954 | Jackie Jensen               | Boston Red Sox                           | 22             |
| 1955 | Jim Rivera                  | Chicago White Sox                        | 25             |
| 1956 | Luis Aparicio               | Chicago White Sox                        | 21             |
| 1957 | Luis Aparicio               | Chicago White Sox                        | 28             |
| 1958 | Luis Aparicio               | Chicago White Sox                        | 29             |
| 1959 | Luis Aparicio               | Chicago White Sox                        | 56             |
| 1960 | Luis Aparicio               | Chicago White Sox                        | 51             |
| 1961 | Luis Aparicio               | Chicago White Sox                        | 53             |
| 1962 | Luis Aparicio               | Chicago White Sox                        | 31             |
| 1963 | Luis Aparicio               | Baltimore Orioles                        | 40             |
| 1964 | Luis Aparicio               | Baltimore Orioles                        | 57             |
| 1965 | Bert Campaneris             | Kansas City Athletics                    | 51             |
| 1966 | Bert Campaneris             | Kansas City Athletics                    | 52             |
| 1967 | Bert Campaneris             | Kansas City Athletics                    | 55             |
| 1968 | Bert Campaneris             | Oakland Athletics                        | 62             |
| 1969 | Tommy Harper                | Seattle Pilots                           | 73             |
| 1970 | Bert Campaneris             | Oakland Athletics                        | 42             |
| 1971 | Amos Otis                   | Kansas City Royals                       | 52             |
| 1972 | Bert Campaneris             | Oakland Athletics                        | 52             |
| 1973 | Tommy Harper                | Boston Red Sox                           | 54             |
| 1974 | Billy North                 | Oakland Athletics                        | 54             |
| 1975 | Mickey Rivers               | California Angels                        | 70             |
| 1976 | Billy North                 | Oakland Athletics                        | 75             |
| 1977 | Freddie Patek               | Kansas City Royals                       | 53             |
| 1978 | Ron LeFlore                 | Detroit Tigers                           | 68             |
| 1979 | Willie Wilson               | Kansas City Royals                       | 83             |
| 1980 | Rickey Henderson            | Oakland Athletics                        | 100            |
| 1981 | Rickey Henderson            | Oakland Athletics                        | 56             |
| 1982 | Rickey Henderson            | Oakland Athletics                        | 130            |
| 1983 | Rickey Henderson            | Oakland Athletics                        | 108            |
| 1984 | Rickey Henderson            | Oakland Athletics                        | 66             |
| 1985 | Rickey Henderson            | New York Yankees                         | 80             |
| 1986 | Rickey Henderson            | New York Yankees                         | 87             |
| 1987 | Harold Reynolds             | Seattle Mariners                         | 60             |
| 1988 | Rickey Henderson            | New York Yankees                         | 93             |
| 1989 | Rickey Henderson            | New York Yankees Oakland Athletics       | 77             |
| 1990 | Rickey Henderson            | Oakland Athletics                        | 65             |
| 1991 | Rickey Henderson            | Oakland Athletics                        | 58             |
| 1992 | Kenny Lofton                | Cleveland Indians                        | 66             |
| 1993 | Kenny Lofton                | Cleveland Indians                        | 70             |
| 1994 | Kenny Lofton                | Cleveland Indians                        | 60             |
| 1995 | Kenny Lofton                | Cleveland Indians                        | 54             |
| 1996 | Kenny Lofton                | Cleveland Indians                        | 75             |
| 1997 | Brian Hunter                | Detroit Tigers                           | 74             |
| 1998 | Rickey Henderson            | Oakland Athletics                        | 66             |
| 1999 | Brian Hunter                | Detroit Tigers Seattle Mariners          | 44             |
| 2000 | Johnny Damon                | Kansas City Royals                       | 46             |
| 2001 | Ichiro Suzuki               | Seattle Mariners                         | 56             |
| 2002 | Alfonso Soriano             | New York Yankees                         | 41             |
| 2003 | Carl Crawford               | Tampa Bay Devil Rays                     | 55             |
| 2004 | Carl Crawford               | Tampa Bay Devil Rays                     | 59             |
| 2005 | Chone Figgins               | Los Angeles Angels                       | 62             |
| 2006 | Carl Crawford               | Tampa Bay Devil Rays                     | 58             |
| 2007 | Carl Crawford Brian Roberts | Tampa Bay Devil Rays Baltimore Orioles   | 50             |
| 2008 | Jacoby Ellsbury             | Boston Red Sox                           | 50             |
| 2009 | Jacoby Ellsbury             | Boston Red Sox                           | 70             |
| 2010 | Juan Pierre                 | Chicago White Sox                        | 68             |
| 2011 | Coco Crisp Brett Gardner    | Oakland Athletics New York Yankees       | 49             |
| 2012 | Mike Trout                  | Los Angeles Angels of Anaheim            | 49             |
| 2013 | Jacoby Ellsbury             | Boston Red Sox                           | 52             |
| 2014 | Jose Altuve                 | Houston Astros                           | 56             |
| 2015 | Jose Altuve                 | Houston Astros                           | 38             |
| 2016 | Rajai Davis                 | Cleveland Indians                        | 43             |
| 2017 | Whit Merrifield             | Kansas City Royals                       | 34             |
| 2018 | Whit Merrifield             | Kansas City Royals                       | 45             |
| 2019 | Mallex Smith                | Seattle Mariners                         | 46             |

## Liga Nacional

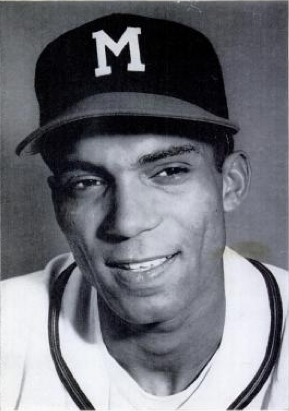
Bill Bruton, três vezes campeão em bases roubadas na Liga Nacional

| Ano  | Jogador                          | Time(s)                                | Bases roubadas |
| ---- | -------------------------------- | -------------------------------------- | -------------- |
| 1886 | Ed Andrews                       | Philadelphia Quakers                   | 56             |
| 1887 | John Montgomery Ward             | New York Giants                        | 111            |
| 1888 | Dummy Hoy                        | Washington Nationals                   | 82             |
| 1889 | Jim Fogarty                      | Philadelphia Quakers                   | 99             |
| 1890 | Billy Hamilton                   | Philadelphia Phillies                  | 102            |
| 1891 | Billy Hamilton                   | Philadelphia Phillies                  | 111            |
| 1892 | John Montgomery Ward             | Brooklyn Grooms                        | 88             |
| 1893 | Tom Brown                        | Louisville Colonels                    | 66             |
| 1894 | Billy Hamilton                   | Philadelphia Phillies                  | 98             |
| 1895 | Billy Hamilton                   | Philadelphia Phillies                  | 97             |
| 1896 | Joe Kelley                       | Baltimore Orioles                      | 87             |
| 1897 | Bill Lange                       | Chicago Colts                          | 73             |
| 1898 | Ed Delahanty                     | Philadelphia Phillies                  | 58             |
| 1899 | Jimmy Sheckard                   | Baltimore Orioles                      | 77             |
| 1900 | Patsy Donovan George Van Haltren | St. Louis Cardinals New York Giants    | 45             |
| 1901 | Honus Wagner                     | Pittsburgh Pirates                     | 49             |
| 1902 | Honus Wagner                     | Pittsburgh Pirates                     | 42             |
| 1903 | Frank Chance Jimmy Sheckard      | Chicago Cubs Brooklyn Supurbas         | 67             |
| 1904 | Honus Wagner                     | Pittsburgh Pirates                     | 53             |
| 1905 | Art Devlin Billy Maloney         | New York Giants Chicago Cubs           | 59             |
| 1906 | Frank Chance                     | Chicago Cubs                           | 57             |
| 1907 | Honus Wagner                     | Pittsburgh Pirates                     | 61             |
| 1908 | Honus Wagner                     | Pittsburgh Pirates                     | 53             |
| 1909 | Bob Bescher                      | Cincinnati Reds                        | 54             |
| 1910 | Bob Bescher                      | Cincinnati Reds                        | 70             |
| 1911 | Bob Bescher                      | Cincinnati Reds                        | 81             |
| 1912 | Bob Bescher                      | Cincinnati Reds                        | 67             |
| 1913 | Max Carey                        | Pittsburgh Pirates                     | 61             |
| 1914 | George Burns                     | New York Giants                        | 62             |
| 1915 | Max Carey                        | Pittsburgh Pirates                     | 36             |
| 1916 | Max Carey                        | Pittsburgh Pirates                     | 63             |
| 1917 | Max Carey                        | Pittsburgh Pirates                     | 46             |
| 1918 | Max Carey                        | Pittsburgh Pirates                     | 58             |
| 1919 | George Burns                     | New York Giants                        | 40             |
| 1920 | Max Carey                        | Pittsburgh Pirates                     | 52             |
| 1921 | Frankie Frisch                   | New York Giants                        | 49             |
| 1922 | Max Carey                        | Pittsburgh Pirates                     | 51             |
| 1923 | Max Carey                        | Pittsburgh Pirates                     | 51             |
| 1924 | Max Carey                        | Pittsburgh Pirates                     | 49             |
| 1925 | Max Carey                        | Pittsburgh Pirates                     | 46             |
| 1926 | Kiki Cuyler                      | Pittsburgh Pirates                     | 35             |
| 1927 | Frankie Frisch                   | St. Louis Cardinals                    | 48             |
| 1928 | Kiki Cuyler                      | Chicago Cubs                           | 37             |
| 1929 | Kiki Cuyler                      | Chicago Cubs                           | 43             |
| 1930 | Kiki Cuyler                      | Chicago Cubs                           | 37             |
| 1931 | Frankie Frisch                   | St. Louis Cardinals                    | 28             |
| 1932 | Chuck Klein                      | Philadelphia Phillies                  | 20             |
| 1933 | Pepper Martin                    | St. Louis Cardinals                    | 26             |
| 1934 | Pepper Martin                    | St. Louis Cardinals                    | 23             |
| 1935 | Augie Galan                      | Chicago Cubs                           | 22             |
| 1936 | Pepper Martin                    | St. Louis Cardinals                    | 23             |
| 1937 | Augie Galan                      | Chicago Cubs                           | 23             |
| 1938 | Stan Hack                        | Chicago Cubs                           | 16             |
| 1939 | Stan Hack Lee Handley            | Chicago Cubs Pittsburgh Pirates        | 17             |
| 1940 | Lonny Frey                       | Cincinnati Reds                        | 22             |
| 1941 | Danny Murtaugh                   | Philadelphia Phillies                  | 18             |
| 1942 | Pete Reiser                      | Brooklyn Dodgers                       | 20             |
| 1943 | Arky Vaughan                     | Brooklyn Dodgers                       | 20             |
| 1944 | Johnny Barrett                   | Pittsburgh Pirates                     | 28             |
| 1945 | Red Schoendienst                 | St. Louis Cardinals                    | 26             |
| 1946 | Pete Reiser                      | Brooklyn Dodgers                       | 34             |
| 1947 | Jackie Robinson                  | Brooklyn Dodgers                       | 29             |
| 1948 | Richie Ashburn                   | Philadelphia Phillies                  | 32             |
| 1949 | Jackie Robinson                  | Brooklyn Dodgers                       | 37             |
| 1950 | Sam Jethroe                      | Boston Braves                          | 35             |
| 1951 | Sam Jethroe                      | Boston Braves                          | 35             |
| 1952 | Pee Wee Reese                    | Brooklyn Dodgers                       | 30             |
| 1953 | Bill Bruton                      | Milwaukee Braves                       | 26             |
| 1954 | Bill Bruton                      | Milwaukee Braves                       | 34             |
| 1955 | Bill Bruton                      | Milwaukee Braves                       | 25             |
| 1956 | Willie Mays                      | New York Giants                        | 40             |
| 1957 | Willie Mays                      | New York Giants                        | 38             |
| 1958 | Willie Mays                      | San Francisco Giants                   | 31             |
| 1959 | Willie Mays                      | San Francisco Giants                   | 27             |
| 1960 | Maury Wills                      | Los Angeles Dodgers                    | 56             |
| 1961 | Maury Wills                      | Los Angeles Dodgers                    | 42             |
| 1962 | Maury Wills                      | Los Angeles Dodgers                    | 112            |
| 1963 | Maury Wills                      | Los Angeles Dodgers                    | 49             |
| 1964 | Maury Wills                      | Los Angeles Dodgers                    | 63             |
| 1965 | Maury Wills                      | Los Angeles Dodgers                    | 105            |
| 1966 | Lou Brock                        | St. Louis Cardinals                    | 74             |
| 1967 | Lou Brock                        | St. Louis Cardinals                    | 52             |
| 1968 | Lou Brock                        | St. Louis Cardinals                    | 62             |
| 1969 | Lou Brock                        | St. Louis Cardinals                    | 53             |
| 1970 | Bobby Tolan                      | Cincinnati Reds                        | 57             |
| 1971 | Lou Brock                        | St. Louis Cardinals                    | 64             |
| 1972 | Lou Brock                        | St. Louis Cardinals                    | 63             |
| 1973 | Lou Brock                        | St. Louis Cardinals                    | 70             |
| 1974 | Lou Brock                        | St. Louis Cardinals                    | 118            |
| 1975 | Davey Lopes                      | Los Angeles Dodgers                    | 77             |
| 1976 | Davey Lopes                      | Los Angeles Dodgers                    | 63             |
| 1977 | Frank Taveras                    | Pittsburgh Pirates                     | 70             |
| 1978 | Omar Moreno                      | Pittsburgh Pirates                     | 71             |
| 1979 | Omar Moreno                      | Pittsburgh Pirates                     | 77             |
| 1980 | Ron LeFlore                      | Montreal Expos                         | 97             |
| 1981 | Tim Raines                       | Montreal Expos                         | 71             |
| 1982 | Tim Raines                       | Montreal Expos                         | 78             |
| 1983 | Tim Raines                       | Montreal Expos                         | 90             |
| 1984 | Tim Raines                       | Montreal Expos                         | 75             |
| 1985 | Vince Coleman                    | St. Louis Cardinals                    | 110            |
| 1986 | Vince Coleman                    | St. Louis Cardinals                    | 107            |
| 1987 | Vince Coleman                    | St. Louis Cardinals                    | 109            |
| 1988 | Vince Coleman                    | St. Louis Cardinals                    | 81             |
| 1989 | Vince Coleman                    | St. Louis Cardinals                    | 65             |
| 1990 | Vince Coleman                    | St. Louis Cardinals                    | 77             |
| 1991 | Marquis Grissom                  | Montreal Expos                         | 76             |
| 1992 | Marquis Grissom                  | Montreal Expos                         | 78             |
| 1993 | Chuck Carr                       | Florida Marlins                        | 58             |
| 1994 | Craig Biggio                     | Houston Astros                         | 39             |
| 1995 | Quilvio Veras                    | Florida Marlins                        | 56             |
| 1996 | Eric Young                       | Colorado Rockies                       | 53             |
| 1997 | Tony Womack                      | Pittsburgh Pirates                     | 60             |
| 1998 | Tony Womack                      | Pittsburgh Pirates                     | 58             |
| 1999 | Tony Womack                      | Arizona Diamondbacks                   | 72             |
| 2000 | Luis Castillo                    | Florida Marlins                        | 62             |
| 2001 | Juan Pierre Jimmy Rollins        | Colorado Rockies Philadelphia Phillies | 46             |
| 2002 | Luis Castillo                    | Florida Marlins                        | 48             |
| 2003 | Juan Pierre                      | Florida Marlins                        | 65             |
| 2004 | Scott Podsednik                  | Milwaukee Brewers                      | 70             |
| 2005 | José Reyes                       | New York Mets                          | 60             |
| 2006 | José Reyes                       | New York Mets                          | 64             |
| 2007 | José Reyes                       | New York Mets                          | 78             |
| 2008 | Willy Taveras                    | Colorado Rockies                       | 68             |
| 2009 | Michael Bourn                    | Houston Astros                         | 61             |
| 2010 | Michael Bourn                    | Houston Astros                         | 52             |
| 2011 | Michael Bourn                    | Houston Astros Atlanta Braves          | 61             |
| 2012 | Everth Cabrera                   | San Diego Padres                       | 44             |
| 2013 | Eric Young, Jr.                  | Colorado Rockies New York Mets         | 46             |
| 2014 | Dee Gordon                       | Los Angeles Dodgers                    | 64             |
| 2015 | Dee Gordon                       | Miami Marlins                          | 58             |
| 2016 | Jonathan Villar                  | Milwaukee Brewers                      | 62             |
| 2017 | Dee Gordon                       | Miami Marlins                          | 60             |
| 2018 | Trea Turner                      | Washington Nationals                   | 43             |
| 2019 | Ronald Acuña Jr.                 | Atlanta Braves                         | 37             |

## Associação Americana
| Ano  | Jogador        | Time(s)                  | Bases roubadas |
| ---- | -------------- | ------------------------ | -------------- |
| 1886 | Harry Stovey   | Philadelphia Athletics   | 68             |
| 1887 | Hugh Nicol     | Cincinnati Red Stockings | 138            |
| 1888 | Arlie Latham   | St. Louis Browns         | 109            |
| 1889 | Billy Hamilton | Kansas City Cowboys      | 111            |
| 1890 | Tommy McCarthy | St. Louis Browns         | 140            |
| 1891 | Tom Brown      | Boston Reds              | 106            |

## Liga Federal
| Ano  | Jogador     | Time(s)               | Bases roubadas |
| ---- | ----------- | --------------------- | -------------- |
| 1914 | Benny Kauff | Indianapolis Hoosiers | 75             |
| 1915 | Benny Kauff | Brooklyn Tip-Tops     | 55             |

## Player's League
| Ano  | Jogador      | Time(s)     | Bases roubadas |
| ---- | ------------ | ----------- | -------------- |
| 1890 | Harry Stovey | Boston Reds | 97             |

## Associação Nacional
| Ano  | Jogador                               | Time(s)                                           | Bases roubadas |
| ---- | ------------------------------------- | ------------------------------------------------- | -------------- |
| 1871 | Mike McGeary                          | Troy Haymakers                                    | 20             |
| 1872 | Dave Eggler                           | New York Mutuals                                  | 18             |
| 1873 | Ross Barnes Ned Cuthbert              | Boston Red Stockings Philadelphia White Stockings | 13             |
| 1874 | Bill Craver Andy Leonard Jim O'Rourke | Philadelphia White Stockings Boston Red Stockings | 11             |
| 1875 | Tim Murnane                           | Philadelphia White Stockings                      | 30             |